# Hagested Sogn
Hagested Sogn 
ist eine Kirchspielsgemeinde (dän.: Sogn)
auf der Insel Sjælland im südlichen Dänemark. Bis 1970 gehörte sie zur Harde Tuse Herred im damaligen Holbæk Amt, danach zur Holbæk Kommune im erweiterten Holbæk Amt, die im Zuge der  Kommunalreform zum 1. Januar 2007 in der „neuen“ Holbæk Kommune in der Region Sjælland aufgegangen ist.
Im Kirchspiel leben 1197 Einwohner, davon 439 im Kirchdorf (Stand: 1. Januar 2023).
Im Kirchspiel liegt die Kirche „Hagested Kirke“.
Nachbargemeinden sind im Osten Tuse Næs Sogn, im Süden Butterup-Tuse Sogn und im Westen Gislinge Sogn und Kundby Sogn, ferner in der nördlich benachbarten Odsherred Kommune Grevinge Sogn.